# Lionhead Studios
Lionhead Studios – brytyjska firma tworząca gry komputerowe założona przez Petera Molyneux w 1997 roku. W kwietniu 2006 roku została wykupiona przez Microsoft Game Studios.
Lionhead zaczął jako odłam firmy Bullfrog, również założonej przez Molyneux. Pierwszą grą Lionhead była Black & White, w której gracz wciela się w boga. Black & White została wydana przez Electronic Arts w 2001 roku.
Po wydaniu Black and White studio stworzyło do niego dodatek o nazwie Black & White: Creature Isle. Następnie w 2004 roku Lionhead wydało fabularną grę akcji Fable, najpierw na Xboksa, a później w odświeżonej wersji jako Fable: Zapomniane opowieści (ang. Fable: The Lost Chapters) także na PC. W 2005 roku Lionhead wydało gry The Movies i Black & White 2. 6 kwietnia 2006 roku ogłoszono, że Lionhead Studios zostało wykupione przez Microsoft.
W 2012 roku Peter Molyneux odszedł z Lionhead Studios.
W marcu 2016 roku Microsoft ogłosił anulowanie prac nad Fable Legends oraz plan zamknięcia studia Lionhead. Studio zakończyło działalność 29 kwietnia 2016 roku.

## Gry
| Data wydania | Tytuły                       | Gatunki                                          | Platformy                     |
| ------------ | ---------------------------- | ------------------------------------------------ | ----------------------------- |
| 2001         | Black & White                | strategiczna gra czasu rzeczywistego, gra w boga | Windows, Mac OS               |
| 2002         | Black & White: Creature Isle | strategiczna gra czasu rzeczywistego, gra w boga | Windows, Mac OS               |
| 2004         | Fable                        | fabularna gra akcji                              | Xbox                          |
| 2005         | Fable: Zapomniane opowieści  | fabularna gra akcji                              | Microsoft Windows, OS X, Xbox |
| 2005         | Black & White 2              | strategiczna gra czasu rzeczywistego, gra w boga | Microsoft Windows, OS X       |
| 2005         | The Movies                   | komputerowa gra ekonomiczna                      | Microsoft Windows, OS X       |
| 2006         | Black & White 2: Wojny bogów | strategiczna gra czasu rzeczywistego, gra w boga | Microsoft Windows             |
| 2006         | The Movies: Stunts & Effects | komputerowa gra ekonomiczna                      | Microsoft Windows, OS X       |
| 2008         | Fable II                     | fabularna gra akcji                              | Xbox 360                      |
| 2010         | Fable III                    | fabularna gra akcji                              | Microsoft Windows, Xbox 360   |
| 2012         | Fable Heroes                 | przygodowa gra akcji                             | Xbox 360 (Xbox Live Arcade)   |
| 2012         | Fable: The Journey           | przygodowa gra akcji                             | Xbox 360                      |
| 2013         | Fable Anniversary            | fabularna gra akcji                              | Xbox 360                      |

### Anulowane
- B.C. (Xbox)
- Unity (GameCube)
- Black & White: Titan (Xbox, PlayStation 2)
- Black & White (PlayStation, Dreamcast)
- The Movies (GameCube, Xbox, Playstation 2)
- Milo & Kate (Xbox 360 Kinect)
- Fable II (PC)
- Fable Legends (PC, Xbox One)[2]